# Take Away the Pain
«Take Away the Pain» es una canción lanzada de forma independiente por la cantante estadounidense Ava Max, quien en esa etapa se presentaba artísticamente como AVA. Esta versión se publicó el 13 de mayo de 2013 y se caracteriza por fusionar elementos del EDM, pop y dance-pop.
La canción aborda la angustia y contradicción de enamorarse de alguien que ya pertenece a otra persona, creando una atmósfera en la que la “realidad imaginaria” se enfrenta al dolor del desamor. Posteriormente, el dúo canadiense Project 46 reeditó el tema, ofreciendo una versión actualizada y pulida que se integró al álbum Beautiful LP y amplió el alcance de la propuesta musical.

## Composición y letra
Musicalmente, la versión original de «Take Away the Pain» se caracteriza por su vibrante combinación de ritmos electrónicos y melodías pop, con un marcado toque dance-pop. La canción fue originalmente escrita por Ava Max junto a Jacob Kasher Hindlin, y la producción inicial, a cargo de DallasK y Fritz Jerey, realza una atmósfera energética en la que la instrumentación electrónica se mezcla con líneas melódicas pegajosas.
En cuanto a la letra, el tema explora la turbulencia emocional que se vive al enamorarse de alguien comprometido.

## Lanzamiento
La versión original de la canción fue lanzada el 13 de mayo de 2013, cuando Ava Max se presentaba como AVA. En esta etapa, el tema se dio a conocer a través de diversas plataformas digitales y se acompañó de un video musical. Posteriormente, se difundió una edición de radio en la cuenta de SoundCloud de Fritz Jerey el 20 de octubre de 2013, lo que ayudó a consolidar su difusión en el entorno digital.

## Video musical
El lanzamiento original incluyó un video musical que contribuyó a la identidad visual del tema. En la producción del video se contó con la colaboración de profesionales como el fotógrafo Scott Nathan, responsable de la portada, la maquillista Lexi Swain, el técnico de iluminación Stewart Volland y la asistente de set Tatiana Marti. Aunque el video oficial fue retirado de algunos canales, aún es posible encontrarlo en diversas cuentas de YouTube.

## Versión reeditada – Project 46
El 16 de julio de 2015, el dúo canadiense Project 46 presentó una versión reeditada de «Take Away the Pain», que se integró al álbum Beautiful LP. Esta nueva interpretación, producida en colaboración con DallasK y el propio Project 46, aporta una sonoridad más pulida y orientada al dance-pop contemporáneo. En esta versión, además de mantener la intensidad emocional de la letra, se refuerzan los arreglos electrónicos y se potencia el ritmo bailable, adaptándose a las tendencias del género en ese momento.